# چارلز سیمپکینز
چارلز سیمپکینز (انگلیسی: Charles Simpkins؛ زادهٔ october ۱۹, ۱۹۶۳ (۶۱ سال)) ورزشکار دو و میدانی اهل ایالات متحده آمریکا است.
وی در مسابقات کشوری و بین‌المللی در مجموع برندهٔ ۱ مدال نقره شده‌است.